# Notoplana atomata
Notoplana atomata är en plattmaskart. Notoplana atomata ingår i släktet Notoplana och familjen Leptoplanidae. Inga underarter finns listade i Catalogue of Life.